# Apyretina nigra
Apyretina nigra är en spindelart som först beskrevs av Simon 1903.  Apyretina nigra ingår i släktet Apyretina och familjen krabbspindlar.
Artens utbredningsområde är Madagaskar. Inga underarter finns listade i Catalogue of Life.